# کلیسای جامع تارتو

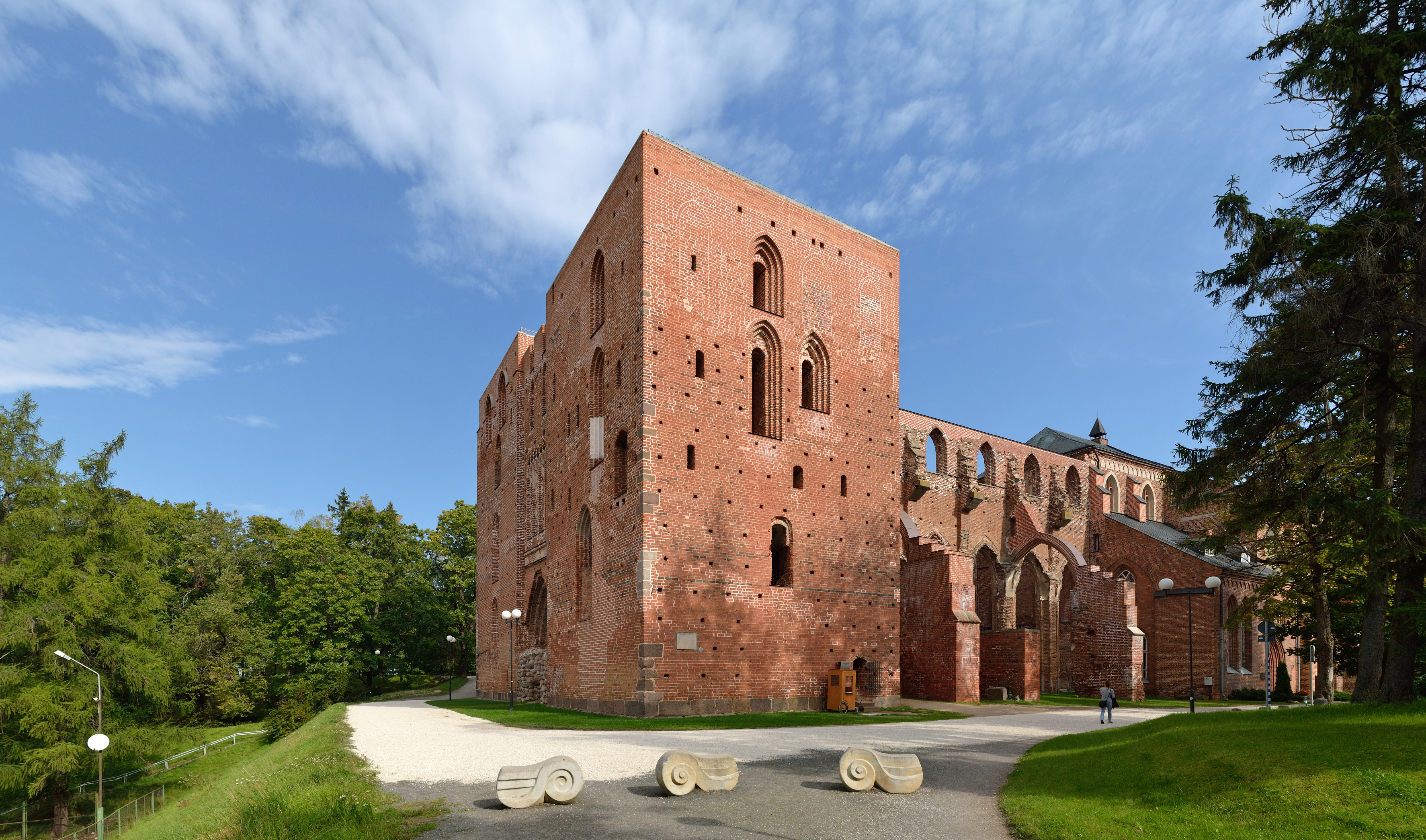
ویرانه‌های کلیسای جامع تارتو

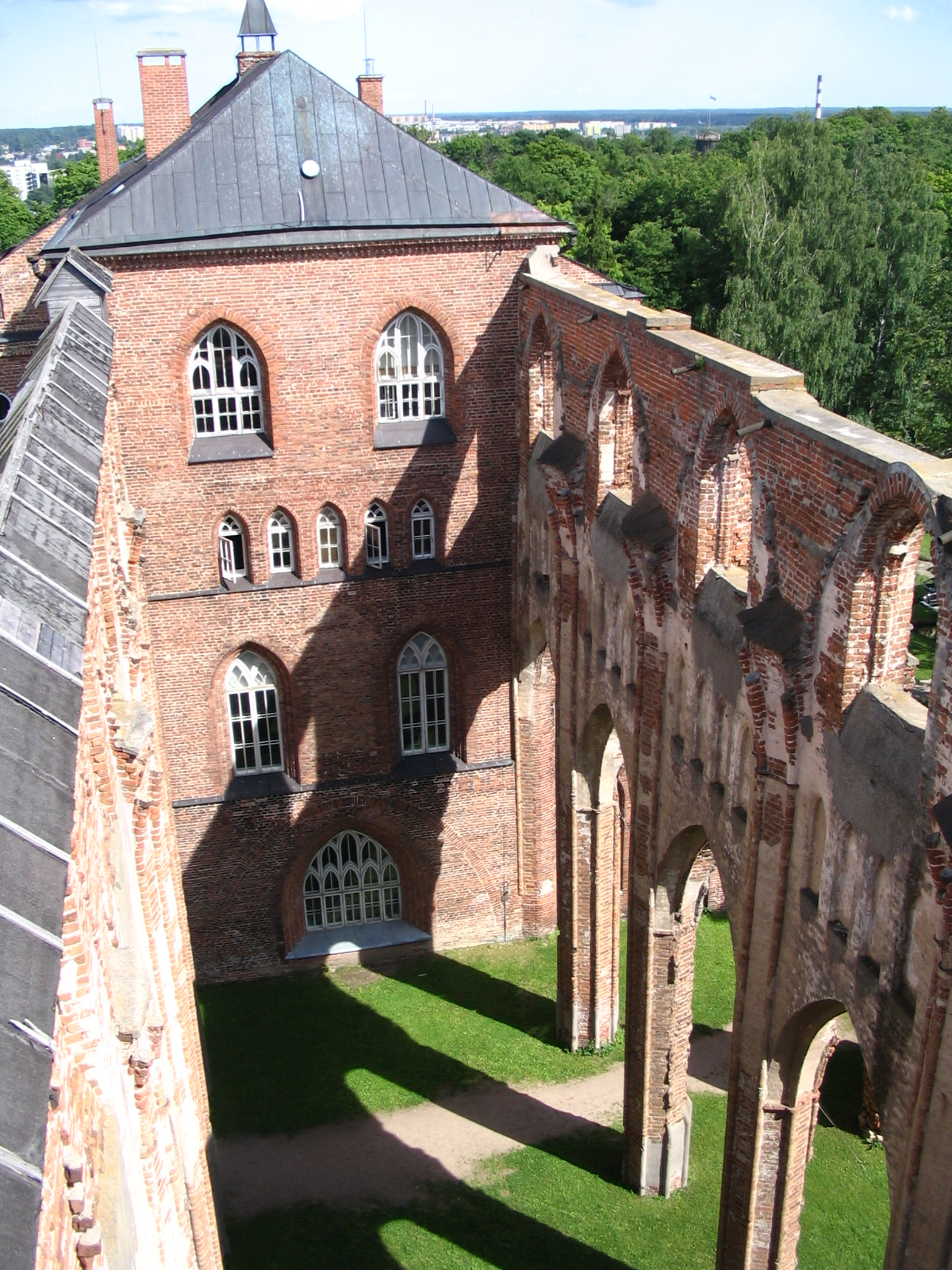
نمایی از بالای برج

کلیسای جامع تارتو (به انگلیسی: Tartu Cathedral) با نام کلیسای جامع دورپات نیز شناخته می‌شود یک کلیسای کاتولیک سابق در شهر تارتو، استونی است.
این کلیسا که در قرن سیزدهم میلادی شروع به ساخت و در قرن شانزدهم ساخت آن به پایان رسیده امروزه ویرانه‌هایی از آن باقی مانده که پس از بازسازی به موزه دانشگاه تارتو تبدیل شده‌است.
این کلیسا در ابتدا به عنوان بازیلیکا برنامه‌ریزی شده بود اما بعداً با ضمیمه شدن سه راهرو به آن به کلیسا تبدیل می‌شود. کلیسای جامع در اواخر قرن ۱۵ با ساخت دو برج بزرگ قلعه مانند، با ۶۶ متر ارتفاع، در دو طرف جبهه غربی تکمیل شد.
کلیسای جامع دورپات پس از راه‌افتادن اصلاحات پروتستانی در ۱۰ ژانویه ۱۵۲۵ توسط شمایل‌شکنان پروتستان‌ها به دشت آسیب دید و پس از آن رو زوال رفت، پس از تبعید شدن اسقف دورپات کلیسا به حال خود رها شد. در جریان جنگ لیوونی (۱۵۵۸–۱۵۸۳) نیروهای روسی شهر را ویران کردند. هنگامی که در سال ۱۵۸۲ این شهر به دست لهستانی‌ها فتح شد حکام جدید کاتولیک قصد داشتند کلیسا را از نو بسازند، اما به دلیل جنگ لهستان و سوئد (۱۶۰۰–۱۶۱۱) این برنامه عملی نشد. سپس از سال ۱۶۲۴ ساختمان کلیسا دچار آتش‌سوزی شد.